# 洪汧
洪汧（?—?），贵州玉屏人，清朝政治人物、同進士出身。
乾隆四年（1739年）己未科進士，三甲一百十九名，官遵義、石阡兩學教授。